# Kína szélerőművei

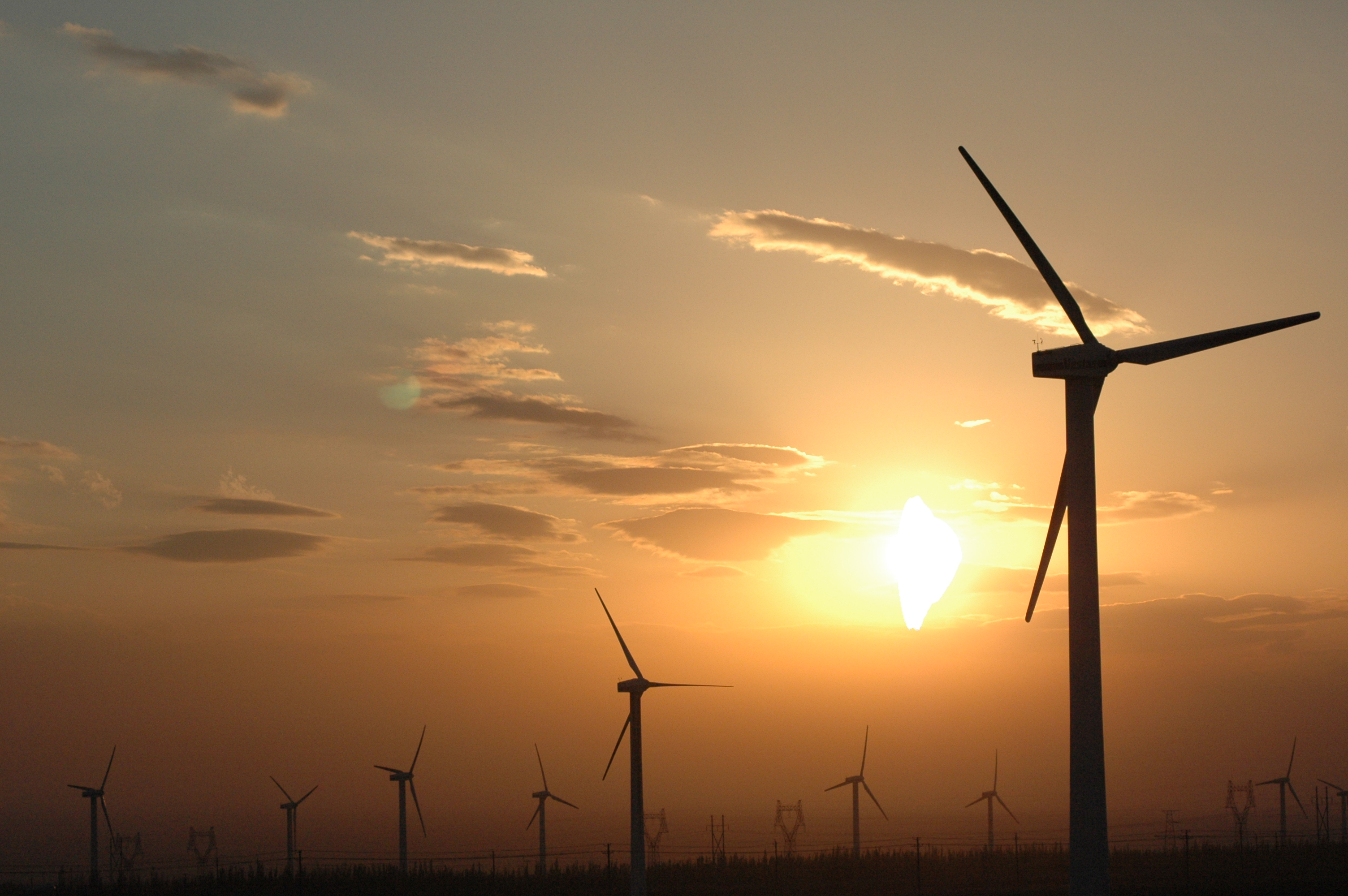
Szélfarm Hszincsiang-Ujgur Autonóm Területen (Xinjiang), Kína

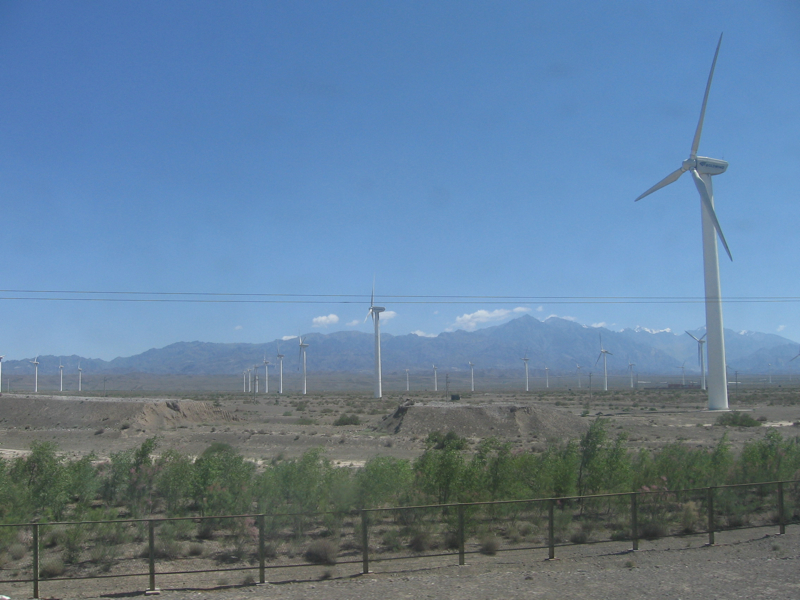
Goldwind szélfarm Urumcsiben (Hszincsiang-Ujgur Autonóm Terület, Kína)

Kína a világ negyedik legnagyobb forgalmazója a szélerőműveknek, az Amerikai Egyesült Államok, Németország és Spanyolország mögött.

## 2008
Év végére 15 kínai cég gyártott szélturbinákat és több tucatnyi közülük komponenseket készített hozzá. Kína 80 000-re növelte a kicsinyített méretű szélturbinák gyártását.

## 2009
Év végére Kína szélerőműi 25.1 gigawatt (GW) elektromos áramot állítottak elő, így a megújuló energiaforrások használata nagy mértékben nőtt. Ekkor Kína vált a harmadik legnagyobb szélenergia előállítójává (USA és Németország mögött).

## Egyéb
A GWEC szerint a szélenergia felhasználásának mértéke páratlan a világon. A kínai parlament állandó bizottsága elfogadott egy törvényt, mely kötelezi a kínai áramszolgáltatókat a megújuló energiaforrásokból előállított összes elektromos energia megvásárlására.
A Tsinghua Egyetem és a Harvard kutatói megállapították, hogy Kína 2030-ra jelentősen át tud állni a szénerőművekről a szélerőművekre.